# Bergslagita
La bergslagita és un mineral de la classe dels fosfats que pertany al subgrup de la herderita. Rep el seu nom perquè va ser descobert a Långban, que es troba a la regió de Bergslagen, a Suècia.

## Característiques
La bergslagita és un fosfat de fórmula química CaBeAsO₄(OH). Va ser aprovada com a espècie vàlida per l'Associació Mineralògica Internacional l'any 1983. Cristal·litza en el sistema monoclínic. La seva duresa a l'escala de Mohs és 5.
Segons la classificació de Nickel-Strunz, la bergslagita pertany a «08.B - Fosfats, etc. amb anions addicionals, sense H₂O, amb cations de mida petita i mitjana» juntament amb els següents minerals: väyrynenita, herderita, hidroxilherderita i babeffita.

## Formació i jaciments
Va ser descoberta a Långban, indret localitzat al municipi de Filipstad, a Värmland, Suècia. També ha estat descrita a diversos indrets de Suïssa, a Noruega, a Itàlia, a Alemanya i al Brasil.